# Траппісти
Трапісти, або Орден цистерціанців суворого дотримання (лат. Ordo Cisterciensis Strictioris Observantiae, OCSO) — католицький чернечий орден, відгалуження цистерціанського ордену, заснований 1664 року Арманом Жаном ле Бутільє де Рансе, спочатку комендатором, з 1662 абатом цистерціанського монастиря в Ла-Трапп у Франції (звідки і назва), як реформаторський рух, у відповідь на послаблення правил і високий рівень корупції в інших цистерціанських монастирях. Жіноча гілка ордена була заснована Луїзою, принцесою де Конде.

## Історія
Спроби реформувати цистерціанський орден робилися з початку XVII століття. До даного часу орден, сам заснований як реакція на занепад моральності і благочестя в бенедиктинському чернецтві в XI—XII століттях, вступив в період глибокої кризи, який виражався як в занепаді і скорочення чисельності монастирів, так і в послабленні дотримання правил. 1615 року абат Клерво Д. Ларжантье реформував один з головних центрів ордена абатство Клерво, відновивши там сувору дисципліну. У наступні десятиліття ще ряд монастирів провели схожі реформи. Реформи підтримувалися піклувальниками цистерціанців, такими як кардинал де Ларошфуко. Однак головною рушійною силою реформи, яка призвела до появи «Ордена цистерціанців суворого дотримання», став монастир Ла-Трапп. Рішучі реформи настоятеля монастиря А. Ж. ле Бутільє де Рансе, проведені ним в Ла Трапп 1664 року викликали схвалення багатьох впливових осіб церковної ієрархії і привели до появи ряду інших монастирів з аналогічними правилами. Реформи відновлювали суворе дотримання статуту св. Бенедикта, обов'язкової фізичної праці ченців, строгі правила мовчання та інші аскетичні практики, в числі яких різке обмеження розкішності і різноманітності монастирських трапез. У 1666 році папа Олександр VII схвалив реформу і узаконив існування цистерціанських монастирів суворого дотримання, але зберіг їх підпорядкованість голові цистерціанців — абату Сіто. Неофіційно реформовані цистерціанці стали відомі як «трапісти».
Під час французької революції трапісти були вигнані з Франції (повернулися в 1817 році), і оселилися у Швейцарії, Росії та Пруссії, де також були переслідувані. У 1834 році папою Григорієм XVI ордену було даровано назву Релігійна конгрегація цистерціанців Нотр-Дам з Ла-Трапп. У другій половині XIX століття реформовані цистерціанці розвивалися настільки швидко, що перевершили чисельністю нереформований орден. У 1878 році в Рим було направлено перше прохання про об'єднання всіх реформованих монастирів в єдиний незалежний чернечий орден, проте задоволені ці прохання були лише в 1888 році, коли папа Лев XIII затвердив створення ордена реформованих цистерціанців з Ла-Трапп. Роком пізніше трапісти викупили колиску цистерціанського ордена абатство Сіто і відновили там чернечу обитель. На початку XX століття орден налічував близько 80 монастирів і понад 4 тисячі ченців. У другій половині XX століття трапісти різко зросли в чисельності за рахунок місій в Америці і Африці. У 1960 році ордену належало понад 170 монастирів. У 1990 році була схвалена оновлена конституція ордена.

## Сучасність
За даними на 2014 рік число трапістів становить тисячу дев'ятсот шістдесят три ченці, з яких 756 священників. Жіноча гілка ордена налічує близько 1600 трапістінок. Ордену належить 166 монастирів (96 чоловічих і 70 жіночих). Трапісти дотримуються статуту святого Бенедикта більш суворо, ніж в інших орденах. Вони зобов'язані молитися 11 годин в добу, трудитися (спочатку в полі), дотримуватися мовчання, що переривається лише для молитов, піснеспівів і з інших поважних причин, і строгий пост (повна заборона на м'ясо, рибу і яйця), полегшують тільки для хворих. Трапісти одягаються в хабіт з капюшоном і поясом. Ченці деяких північних монастирів заробляли на життя виготовленням лікерів, а в Бельгії — відомого пива. Інші монастирі виробляли сир, хліб, одяг і труни. В останні роки трапістам приділяють увагу через життя і записи Томаса Мертона OCSO.

## Розпорядок дня трапістів
- 2 година — Підйом, вбрання: білий габіт. За святковим дням підйом о 1 годині 30 хв.
- 2 година 05 хв. — У церкві мала служба, потім великий канон до 4 години.
- 4 година — Кожен священник служить обідню. Потім три чверті години вільного часу.
- 5 година 30 хв. — Зала капітули. Батько-абат дає настанови.
- 6 година — Назад в дортуар, де кожен монах має свого роду альковом. Наведення порядку. Потім служба Шостої години.
- 8 година — Щоденна урочиста обідня в присутності всієї громади. Сніданок.
- 9 година — Вихід в поле або на іншу роботу. Вбрання: білий хабит, чорна мантія. Ченці, які виконують особливі посади, розходяться по своїх місцях.
- 11 година 30 хв. — Загальна трапеза. Суп, овочі або молочна страва, фрукти або мармелад. Склянка вина, пива або сидру. М'ясо — ніколи.
- 12 година 15 хв. — Час відпочинку. Можна полежати або погуляти в саду.
- 13 година 15 хв. — Робота в полі, в майстернях або на фермі. Устаткування — сучасне.
- 16 година 30 хв. — Вечірня в каплиці. Чернець повертається на хори сім разів в день.
- 17 година 15 хв. — Вечеря: овочі, сир. З 15 вересня до Великодня — 180 грамів хліба і фрукт.
- 17 година 45 хв. — Перерва: роздуми в монастирській галереї або читання в бібліотеці, богословська доповідь і т. ін.
- 18 година 30 хв. — Повечір'я.
- 19 година — Відхід до сну. З Пасхи до 14 вересня відхід до сну о 20 годині.